# Baglad, Zala
Baglad  este un sat în districtul Lent, județul Zala, Ungaria, având o populație de 59 de locuitori (2011). 

## Demografie
Componența etnică a satului Baglad
     Maghiari (91,3%)
     Romi (8,7%)
Componența confesională a satului Baglad
     Romano-catolici (55,93%)
     Fără religie (8,47%)
     Necunoscută (35,59%)
Conform recensământului din 2011, satul Baglad avea 59 de locuitori. Din punct de vedere etnic, majoritatea locuitorilor (91,3%) erau maghiari, cu o minoritate de romi (8,7%).  Din punct de vedere confesional, majoritatea locuitorilor (55,93%) erau romano-catolici, cu o minoritate de persoane fără religie (8,47%). Pentru 35,59% din locuitori nu este cunoscută apartenența confesională.